# Kapjesvingermos
Kapjesvingermos (Physcia adscendens, synoniem: Parmelia stellaris var. hispida) is een korstmossoort uit het geslacht vingermos (Physcia). Het leeft in symbiose met de alg Trebouxia.

## Determinatie
Het thallus is klein, bladvormig met opstijgende lobben. Het bovenoppervlak van het thallus is witachtig tot asgrijs van kleur, het onderoppervlak is witachtig. Kapjesvingermos groeit vaak in rozetten die tot kleine matten kunnen samengroeien.
De apotheciën zijn zwart met een grijze rand en zelden aanwezig. De kleurreactie van de schorslaag met K+ is geel.
In één ascus zitten acht sporen. De ascosporen zijn tweecellig, bruin, met verdikte wanden en hebben de afmeting 15–20 × 7–9 µm.

### Gelijkende taxa
Kapjesvingermos wordt veel verward met heksenvingermos. Naast dat deze soorten op elkaar lijken, groeien ze veelal ook nog eens op dezelfde standplaatsen. Het belangrijkste determinatieverschil is dat de sorediën bij heksenvingermos op de buitenzijde groeien van groengrijze lipsoralen. Bij kapjesvingermos groeien de sorediën aan de binnenkant van witte, kapvormige soralen. Qua thallus verschillen de soorten van elkaar doordat heksenvingermos geen marmering op het thallus heeft (kapjesvingermos heeft dit wel) en doordat heksenvingermos een iets groenere kleur heeft.

## Ecologie
Kapjesvingermos groeit op basenrijke, eutrofe tot hypertrofe, solide substraten in het volle zonlicht tot in de halfschaduw. Ze groeit vooral epifytisch op de drogere plekken van vrijstaande bomen en epilitisch op kalkrijke steen. In geëutrofieerde milieus groeit ze ook op kunststof, verf, aluminium en bewerkt hout.

### Syntaxonomie
Kapjesvingermos staat te boek als transgrediërende kensoort voor zowel het verbond van groot dooiermos (Xanthorion parietinae) en de kapjesvingermos-associatie (Physcietum adscendentis).

## Verspreiding
Kapjesvingermos kent een kosmopolitische verspreiding. In Centraal-Europa komt ze algemeen voor. Vanwege haar relatieve ongevoeligheid voor luchtvervuiling, wordt ze ook regelmatig aangetroffen in grote steden. In Nederland komt ze vrij algemeen voor. Ze staat niet op de rode lijst en is niet bedreigd.

## Naamgeving
De soortnaam is in 1882 geldig gepubliceerd door Henri Jacques François Olivier.
De soortaanduiding adscendens komt van het Latijnse woord "adscendere" dat opstijgen betekent en verwijst naar de oplopende lobuiteinden.